# アリス・ナン
アリス・ナン（Alice Nunn,  1927年10月27日 - 1988年7月1日）は、アメリカ合衆国の女優である。

## 来歴
1927年、フロリダ州のジャクソンビルに生まれる。幼い頃から演劇に興味を抱き、学生時代から舞台を始め、演劇学校へ進学した。その後出演した舞台では、ナンシー・ウォーカーらとも共演。1965年にテレビシリーズの端役へ出演して女優デビュー。1971年にドルトン・トランボが原作・脚本・監督を務めた『ジョニーは戦場へ行った』で映画デビューを飾り、その後様々な作品へ出演してキャリアを積んだ。1985年にテレビで人気絶頂だったキャラクターピーウィー・ハーマンを主役にして、まだ無名の頃のティム・バートンを起用したコメディ映画『ピーウィーの大冒険』では、ピーウィーがヒッチハイクする女トラック運転手役で出演。ストップモーションによる特殊効果で主人公のピーウィーを驚かせるシーンで印象を残している。

### 死去
1988年にカリフォルニア州のウェスト・ハリウッドで心臓発作のため死去。60歳だった。

## 出演作品

### 映画
- ジョニーは戦場へ行った Johnny Got His Gun (1971)
- 教授の異常な体験 The Steagle (1971)
- メイム Mame (1974)
- エアポート'75 Airport 1975 (1974)
- Snakes (1974)
- フューリー The Fury (1978)
- Delusion (1981)
- 愛と憎しみの伝説 Mommie Dearest (1981)
- 愛と欲望の彼方に Callie & Son (1981) ※テレビ映画
- ダークナイト Dark Night of the Scarecrow (1981) ※テレビ映画
- ピーウィーの大冒険 Pee-wee's Big Adventure (1985)
- スラッシュ!! Thrashin' (1986)
- 地獄のロック＆ローラー Trick or Treat (1986)
- フーズ・ザット・ガール Who's That Girl (1987)
- タイム・リミットは午後3時 Three O'Clock High (1987)

### テレビドラマ
- Hazel (1965)
- わんぱくキャンプ学校 Camp Runamuck (1965 - 1966)
- The Pruitts of Southampton (1967)
- ペチコート作戦 Petticoat Junction (1967, 1968, 1969)
- 弁護士ジャッド (1967)
- 0088/ワイルド・ウエスト The Wild Wild West (1968)
- メイベリー R.F.D. Mayberry R.F.D. (1971)
- 署長マクミラン McMillan & Wife (1972)
- 鬼警部アイアンサイド Ironside (1972)
- 西部二人組 Alias Smith and Jones (1972)
- ハッピーデイズ Happy Days (1974, 1981)
- ラブ・ボート The Love Boat (1980)
- かっとび放送局WKRP WKRP in Cincinnati (1980, 1982)
- フラミンゴ・ロード Flamingo Road (1981)
- サイモン&サイモン Simon & Simon (1982, 1986)
- 探偵ハート&ハート Hart to Hart (1982)
- ナイトライダー Knight Rider (1984)
- ミラクル・エスパーズ! Misfits of Science (1985)
- リップタイド探偵24時 Riptide (1986)
- ジェシカおばさんの事件簿 Murder, She Wrote (1987)
- My Sister Sam (1988)